# Robert Hutchins
Robert Maynard Hutchins, född 17 januari 1899, död 17 maj 1977, var en amerikansk akademiker.
Robert Hutchins blev juris doktor 1929. Han var sekreterare vid Yale University 1923–1927, professor i juridik där 1927–1929, tjänsteförrättande dekanus 1927–1928 och dekanus 1928–1929. Hutchins var 1929–1945 president för Chicago University och blev 1945 dess kansler. Under hans hans ledning ökades universitetets fonder på 20 år med mer än 50 miljoner dollar. Hutchins gjorde ofta livligt diskuterade, radikala inlägg i den amerikanska offentliga debatten. Från 1943 var han direktör för Encyclopædia Britannica i Chicago. Han var även känd som ledare för en studiegrupp med uppgift att utarbeta planer för en världsrepublik. Bland hans skrifter märks The higher learning in America (1936), en mycket uppmärksammad kritik av det högre undervisningsväsendet.